# Campeonato Italiano de Futebol de 1904 – Primeira Divisão
A Primeira Divisão do Campeonato Italiano de Futebol de 1904, também conhecida oficialmente como Prima Categoria de 1904, foi a 7.ª edição da principal divisão do Campeonato Italiano de Futebol.
A competição foi organizada pela Federazione Italiana Football — FIF (atual FIGC) e realizou-se de 6 a 27 de março de 1904. Assim como na edição anterior, o regulamento do certame era bem simples, ou seja, três fases: uma fase interregional, semifinal e final. O clube que conseguisse passar das duas primeiras fases faria a grande final contra o atual campeão da competição, no caso, o Genoa.
Em 1904, foi instituído o campeonato da Seconda Categoria [segunda divisão], dedicado aos times "B", e o Campeonato Federal de Futebol (em italiano:  Campionato Federale di Football) passou a chamar-se Prima Categoria [primeira divisão].
O título de campeão ficou com o Genoa, que venceu a Juventus na final e levantou seu sexto trófeu do certame.

## Participantes
| Região da Liguria | Região da Liguria | Região da Liguria                     |
| Clube             | Cidade            | Situação final no campeonato anterior |
| ----------------- | ----------------- | ------------------------------------- |
| Andrea Doria      | Gênova            | Eliminado na fase inter-regional      |
| Genoa             | Gênova            | Campeão                               |

| Região de Lombardia | Região de Lombardia | Região de Lombardia                   |
| Clube               | Cidade              | Situação final no campeonato anterior |
| ------------------- | ------------------- | ------------------------------------- |
| Milan               | Milão               | Eliminado na semifinal                |

| Região de Piemonte | Região de Piemonte | Região de Piemonte                    |
| Clube              | Cidade             | Situação final no campeonato anterior |
| ------------------ | ------------------ | ------------------------------------- |
| Torinese           | Turim              | Eliminado na fase inter-regional      |
| Juventus           | Turim              | Vice-campeão                          |

## Resultados
| \| 6 de março \| Torinese \| 2 — 3 \| Juventus \| Piazza d'Armi — Turim \| \| \| \| Relatório \| \| \| |          |           |          |                       |
| 6 de março                                                                                             | Torinese | 2 — 3     | Juventus | Piazza d'Armi — Turim |
| |          | Relatório |          |                       |

| \| 6 de março \| Milan \| 1 — 1 \| Andrea Doria \| Acquabella — Milão \| \| \| \| Relatório \| \| \| |       |           |              |                    |
| 6 de março                                                                                           | Milan | 1 — 1     | Andrea Doria | Acquabella — Milão |
| |       | Relatório |              |                    |

| 13 de março | Milan | 1 — 1     | Juventus | Acquabella — Milão |
|             |       | Relatório |          |                    |

| 20 de março | Milan | 0 — 3     | Juventus | Acquabella — Milão |
|             |       | Relatório |          |                    |

| \| 27 de março \| Genoa \| 1 — 0 \| Juventus \| Ponte Carrega — Gênova \| \| \| \| Relatório \| \| \| |       |           |          |                        |
| 27 de março                                                                                           | Genoa | 1 — 0     | Juventus | Ponte Carrega — Gênova |
| |       | Relatório |          |                        |

## Premiação
| Campeonato Italiano de Futebol de 1904 Primeira Divisão |
| ------------------------------------------------------- |
| Genoa Cricket and Football Club Campeão (6.º título)    |